# Liste von Zeittafeln
Dies ist eine Liste von Zeitleisten oder Zeittafeln, die sich momentan in der deutschsprachigen Wikipedia befinden.

## Einordnung von Zeitleisten
Es gibt verschiedene Arten von Zeitleisten:
- Living graph
- Logarithmic timeline
- Logdatei
- Synchronoptic view
- Interaktive Zeitleisten (Computerspiele, interaktive Medien, interaktive Webseiten, Simulationen, Virtuelle Realität, Augmented Reality)

## Generell
- Geologische Zeitskala
- Chronologie der Erdgeschichte
- Jahreskalender

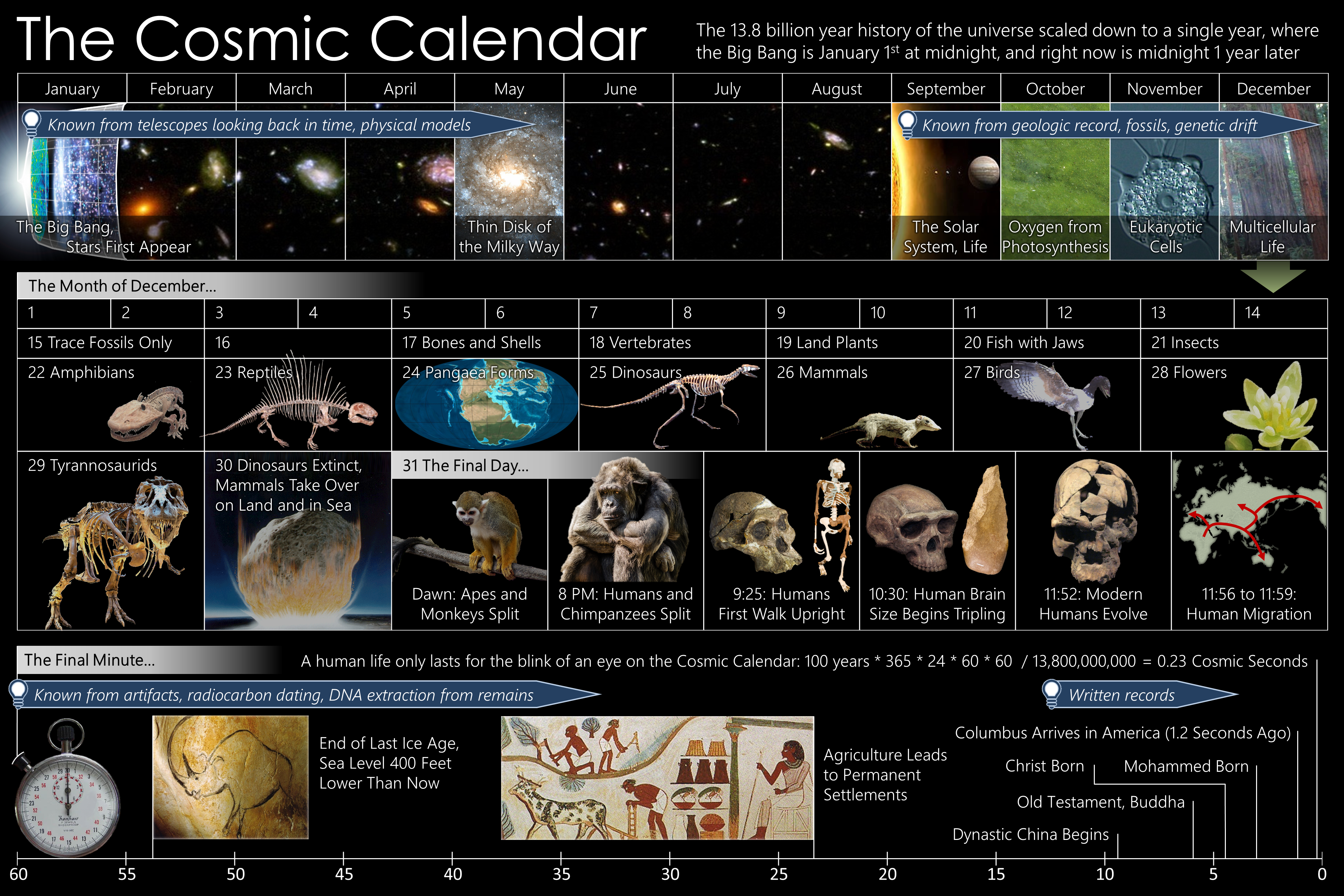
Ein kosmischer Kalender: Die 13,8 Mrd. Jahre der Geschichte des Universums, kartiert auf ein Jahr.

- Zeittafel der Menschheitsgeschichte

## Wissenschaft
- Zeittafel Botanik
- Zeittafel Tauchen
- Chronologie der portugiesischen Entdeckungen
- Goldenes Zeitalter der Antarktis-Forschung

### Astronomie und Raumfahrt
- Zeittafel Astronomie
- Zeitleiste der Erkundung des Weltraums
- Zeittafel Sonnenforschung
- Chronologie der Venusmissionen
- Chronologie der Marsmissionen
- Chronologie der Merkurmissionen
- Chronologie der Mondmissionen
- Chronologie der Raumsonden zu Kometen und Asteroiden
- Chronologie der Missionen ins äußere Sonnensystem
- Chronologie der Sonnensonden
- Liste der Entdeckungen der Planeten und ihrer Monde
- Liste der Listen der orbitalen Raketenstarts

### Philosophie
- Zeittafel zur Philosophiegeschichte

### Medizin, Physiologie, Gesundheit und Biowissenschaften
- Zeittafel medizinischer Fortschritte
- Liste von Epidemien und Pandemien
  - Chronik der COVID-19-Pandemie in den Vereinigten Staaten

## Technologie
- Chronologie der Technik
- Chronologie der Fotografie
- Zeittafel der Programmiersprachen
- Chronik der Elektrifizierung von Eisenbahnstrecken in Deutschland
- Zeittafel physikalischer Entdeckungen
- Chronologie der Luftfahrt
  - Zeittafel der zivilen Luftfahrt
- Chronologie der Hypertext-Technologien
- Chronologie des Fernsehens
- Chronologie des Internets
- Liste von Datendiebstählen

## Gegenwartskultur und Entertainment
- Zeitleisten von Star Trek
- Chronologie der australischen Kinder- und Jugendliteratur
- Chronologie der deutschen Kinder- und Jugendliteratur
- Chronologie der englischen Kinder- und Jugendliteratur
- Chronologie der französischen Kinder- und Jugendliteratur
- Chronologie der schottischen Kinder- und Jugendliteratur
- Chronologie der schwedischen Kinder- und Jugendliteratur
- Zeittafel zur Geschichte des Phantasialands

## Politik, Aktivismus, Gesetze, Verwaltung und Regierung
- Zeittafel zur Geschichte des Naturschutzes
- Chronologie der Dreyfus-Affäre
- Chronologie der Rassengesetze der Vereinigten Staaten
- Chronologie der Sklaverei in den Vereinigten Staaten
- Chronologie der Sodomiegesetze in den Vereinigten Staaten
- Chronologie des Wasserbaus an der Hamburger Unterelbe
- Zeittafel der Proteste in der Türkei 2013
- Zeittafel der Präsidenten Chiles
- Liste der Besuche von US-Präsidenten in Deutschland

## Naturkatastrophen
- Liste von Katastrophen
- Chronologie der Katastrophe in Japan von 2011

## Religion
- Zeittafel Geschichte des Christentums
  - Zeitleiste der Päpste
  - Zeittafel zur Geschichte der Täufer
  - Zeittafel zur Geschichte der Baptisten
  - Chronologie des Lebens Jesu
- Zeittafel der Bahai-Religion
- Zeittafel zum Buddhismus

## Konflikte, Kriege und Terrorismus
- Zeittafel Reconquista
- Zeittafel Rote Armee Fraktion
- Zeittafel der Indianerkriege
- Zeittafel zum Dreißigjährigen Krieg
- Zeittafel des Falklandkrieges
- Zeittafel des Philippinisch-Amerikanischen Krieges
- Zeittafel des Salpeterkrieges
- Zeittafel zum Dreißigjährigen Krieg
- Chronologie des Ersten Weltkrieges
- Chronologie des Zweiten Weltkrieges
  - Zeittafel Schweiz im Zweiten Weltkrieg
  - Chronologie der Kollaboration der Vichy-Regierung beim Holocaust
  - Chronologie des Westfeldzuges 1940
- Zeittafel zur Französischen Revolution
- Chronologie der Diadochenkriege
- Chronologie der Unruhen in Osttimor 2006
- Chronologie des Pazifikkrieges
- Chronik des Bürgerkriegs in Syrien seit 2011
- Chronologie des israelisch-palästinensischen Konflikts
- Chronik des Bürgerkriegs in Libyen (2011)
- Militärkampagnen im Nordwesten Britisch-Indiens
- Liste von Anschlägen auf Juden und jüdische Einrichtungen in den Vereinigten Staaten
- Liste von Anschlägen im Schienenverkehr
- Liste von antisemitischen Anschlägen und Angriffen im deutschsprachigen Raum nach 1945

## Wirtschaft
- Zeittafel zur Verstaatlichung der iranischen Ölindustrie
- Zeittafel des Staßfurter Salzbergbaus
- Chronologie der Finanzkrise ab 2007
- Chronologie der Julikrise 1914
- Chronologie der reichsten Deutschen
- Liste von aufsehenerregenden Vorfällen im Zusammenhang mit Entwicklung, Vermarktung oder Anwendung von Arzneimitteln

## Völker und geographisch
Diese Übersicht der Geschichte nach räumlicher Zuordnung verwendet die 6-Kontinente-Einteilung in Asien, Afrika, Amerika, Antarktika, Europa und Australien/Ozeanien.

### Geschichte Asiens
Kategorien: Asiatische Ur- und Frühgeschichte, Asiatische Geschichte
Nordasiatische Geschichte (K)
Geschichte Russlands (Überschneidungen mit der Geschichte Europas)
Vorgeschichte Sibiriens, Geschichte Sibiriens
Zentralasiatische Geschichte (K)
Geschichte Kasachstans
Geschichte Usbekistans
Geschichte Kirgisistans
Geschichte Turkmenistans
Geschichte Tadschikistans
Vorderasiatische Geschichte (K)
Chronologien der altorientalischen Geschichtsschreibung
Historische Entwicklung des Alten Orients
Geschichte Georgiens
Geschichte Aserbaidschans
Geschichte Armeniens
Geschichte Anatoliens
Geschichte Zyperns
Geschichte Syriens
Geschichte des Irak
Geschichte des Libanon
Geschichte Israels
Geschichte Jordaniens
Vorislamische Geschichte der Arabischen Halbinsel
Geschichte Saudi-Arabiens
Geschichte Kuwaits
Geschichte Katars
Geschichte der Vereinigten Arabischen Emirate
Altes Südarabien, Geschichte des Jemen
Geschichte Omans
Südasien (K)
Geschichte Irans
Geschichte Afghanistans
Geschichte Pakistans
Tibetische Geschichte, Zeittafel Tibet, Tibetische Monarchie
Geschichte Indiens
Indus-Kultur (Zeittafel)
Mogulreich
Britisch-Indien
Entwicklung Indiens seit der Unabhängigkeit
Geschichte Nepals
Geschichte Bhutans
Bengalen, Geschichte Bangladeschs
Sri Lankas (Ceylons) Geschichte
Geschichte der Malediven
Ostasien (K)
Geschichte der Mongolei
Geschichte Chinas (Zeittafel China)
Geschichte Japans
Geschichte Koreas: Geschichte Nordkoreas, Geschichte Südkoreas
Geschichte Taiwans
Südostasische Geschichte (K)
Geschichte Myanmars
Laotische Geschichte
Geschichte Thailands
Geschichte Kambodschas
Geschichte Vietnams
Geschichte der Philippinen
Geschichte Malaysias
Geschichte Indonesiens
Westtimorische Geschichte
Geschichte Osttimors
Bruneiische Geschichte

### Geschichte Afrikas
Geschichte des Mittelmeerraumes
Entdeckungsgeschichte Afrikas
Geschichte Nordafrikas
Geschichte der Westsahara
Geschichte Marokkos
Geschichte Algeriens
Geschichte Numidiens
Geschichte Tunesiens
Karthagisches Reich
Römische Provinz Africa (Tunesien, teilweise Libyen)
Das Reich der Vandalen in Nordafrika
Geschichte Libyens
Geschichte Ägyptens
Geschichte des Alten Ägypten
Römische Provinz Aegyptus
Geschichte des Sudan
Reich von Kusch
Geschichte Subsahara-Afrikas
Westafrika
Geschichte Kap Verdes
Geschichte Mauretaniens
Geschichte Malis
Geschichte Burkina Fasos
Geschichte Nigers
Geschichte Nigerias
Zentralafrika
Geschichte des Tschad
Kamerun
Zentralafrikanische Republik
Geschichte Gabuns
Geschichte der Demokratischen Republik Kongo
Geschichte der Republik Kongo
Geschichte Angolas
Ostafrika
Geschichte Äthiopiens
Geschichte Somalias (Zeittafel Somalia)
Das Goldland Punt,
Uganda, Kenia, Tansania
Sambia
Geschichte Simbabwes
Geschichte Mosambiks
Geschichte der Komoren
Geschichte Mayottes
Geschichte Madagaskars
Südafrika
Geschichte Namibias
Geschichte Botswanas
Geschichte Eswatinis
Geschichte Südafrikas

### Geschichte Amerikas
|  |
|  |
|  |

Besiedlung Amerikas, Entdeckung Amerikas
Entdeckung Amerikas 1492
Dekolonisierung Amerikas
Geschichte Nordamerikas
Geschichte der First Nations (Alaska und Kanada)
Geschichte Alaskas
Geschichte Kanadas
Indianerkriege, Zeittafel der Indianerkriege
Geschichte der Vereinigten Staaten
Indianerpolitik der Vereinigten Staaten
Chronologie der Rassengesetze der Vereinigten Staaten
Geschichte Mexikos (Zeittafel Mexiko)
Geschichte Mittelamerikas
Mesoamerika: Chronologie des präkolumbischen Mesoamerika
Westindische Inseln: Geschichte und Entdeckung der Karibik
Geschichte der Bahamas
Geschichte Kubas
Geschichte Hispaniolas
Geschichte Haitis
Geschichte der Dominikanischen Republik
Geschichte Puerto Ricos
Geschichte Jamaikas
Geschichte Grenadas
Geschichte Belizes
Geschichte Guatemalas
Geschichte von Honduras
Geschichte El Salvadors
Geschichte Nicaraguas
Geschichte Costa Ricas
Geschichte Panamas
Geschichte Südamerikas
Geschichte Kolumbiens
Geschichte Venezuelas
Geschichte Guyanas
Geschichte Ecuadors
Geschichte Perus
Geschichte Brasiliens (Zeittafel Brasilien)
Geschichte Boliviens
Geschichte Chiles
Geschichte Paraguays
Geschichte Uruguays
Geschichte Argentiniens
Geschichte der Falklandinseln

### Geschichte Antarktikas
Geschichte Südgeorgiens und der Südlichen Sandwichinseln
Entdeckung und Besiedlung der Südlichen Shetlandinseln
Liste von Antarktisexpeditionen

### Geschichte Europas
Europäische Expansion
Nordeuropa /Skandinavien (Geschichte):
Geschichte Islands
Geschichte der Färöer
Geschichte Norwegens
Geschichte Schwedens
Geschichte Dänemarks
Geschichte Finnlands
Westeuropa
Herrschaftsgebilde auf den Britischen Inseln
Geschichte Irlands
Geschichte Großbritanniens
Geschichte Frankreichs
Mitteleuropa
Geschichte des Baltikums
Geschichte Estlands
Geschichte Lettlands
Geschichte Litauens
Geschichte Deutschlands
Geschichte Böhmens (Tschechische Geschichte)
Geschichte der Slowakei
Geschichte Polens
Geschichte der Schweiz
Geschichte Österreichs
Geschichte Ungarns
Osteuropa
Geschichte von Belarus
Geschichte der Ukraine
Geschichte Russlands (Ausbreitung über den Ural, Überschneidungen mit der Geschichte Asiens)
Südeuropa
Geschichte Portugals (Zeittafel Portugal)
Geschichte Spaniens
Geschichte Korsikas, Geschichte Sardiniens, Geschichte Siziliens, Geschichte Maltas
Römisches Reich (Zeittafel Rom), Geschichte Italiens
Südosteuropäische Geschichte/Balkan
Vorgeschichte: Helladische Periode
Frühhelladikum, Mittelhelladikum, Späthelladikum
Antike: Antikes Griechenland
Geschichte Griechenlands
Geschichte Jugoslawiens
Geschichte von Bosnien und Herzegowina
Eyâlet Bosnien, Bosnische Geschichte
Herzegowinische Geschichte
Geschichte Serbiens
Geschichte Sloweniens
Geschichte Kroatiens
Geschichte Rumäniens
Geschichte Bulgariens
Geschichte Albaniens
Geschichte Nordmazedoniens
Geschichte Kretas, Minoische Kultur
Geschichte des Mittelmeerraumes

### Geschichte des australischen Kontinents
Kategorie: Geschichte Australiens und Ozeaniens
Da Australien und vor allem die Inseln des Pazifischen Ozeans im Verlauf der Menschheitsgeschichte zuletzt besiedelt wurden, haben sie keine umfangreiche Vorgeschichte, und die Geschichtsschreibung setzt meist erst mit der Entdeckung im Verlauf der Europäischen Expansion ein.
Geschichte Australiens
Geschichte Ozeaniens
Mikronesische Geschichte
Geschichte der Marianen-Inseln
Geschichte der Karolinen-Inseln
Geschichte der Marshallinseln
Geschichte Naurus
Melanesien
Geschichte der Insel Neuguinea
Geschichte der Salomonen-Inseln
Geschichte Vanuatus
Polynesische Geschichte
Geschichte Neuseelands
- Chronologie der nationalsozialistischen Machtergreifung
- Chronik der deutschen Teilung

Städte und Gemeinden
- Geschichte der Hansestadt Lübeck#Zeitliche Übersicht
- Chronologie der Stadt Soest
- Liste der Stadtoberhäupter von Braunschweig
- Chronik der Stadt Düren
- Chronik der Gemeinde Fahrenwalde
- Geschichte der Stadt Mülheim an der Ruhr

Regionen und Reiche
- Zeittafel islamischer Dynastien
- Chronologie des präkolumbischen Mesoamerika
- Zeittafel Rom
- Chronologie des südlich-zentralen Andenraums
- Chronologie von Mogontiacum
- Zeittafel von Port-Saint-Louis-du-Rhône
- Zeittafel zur Unterelbregion
- Liste der Besitzer von Schöneiche bei Berlin
- Liste der Belagerungen Wiens

## Andere
- Chronologien der altorientalischen Geschichtsschreibung
- Liste der griechischsprachigen Geschichtsschreiber der Antike
- Liste der historischen Expeditionen nach Ägypten
- Liste von Rutschungen im Bergbau